# Nombre d'Ellis
El nombre d'Ellis {\displaystyle (El)} és un nombre adimensional utilitzat en la mecànica de fluids per caracteritzar el flux de líquids no newtonians.
Aquest nombre porta el nom del químic estatunidenc Samuel Benjamin Ellis.
Es defineix de la següent manera:
{\displaystyle El={\frac {\mu _{0}\,v}{\tau _{1/2}\,L_{c}}}}
amb :
- {\displaystyle \mu _{0}} = viscositat dinàmica sense tall.
- {\displaystyle v} = velocitat del líquid.
- {\displaystyle \tau _{1/2}} = tensió tallant quan {\displaystyle \mu =\mu _{0}/2}.
- {\displaystyle L_{c}} = longitud característica (radi o diàmetre del tub).